# Onthophagus tripolitanus
Onthophagus tripolitanus är en skalbaggsart som beskrevs av Lucas Friedrich Julius Dominikus von Heyden 1890. Onthophagus tripolitanus ingår i släktet Onthophagus och familjen bladhorningar. Inga underarter finns listade i Catalogue of Life.